# PH Koglen
PH Koglen eller Koglelampen er en lysekrone som er tegnet af den danske designer og arkitekt Poul Henningsen i 1958. Oprindeligt blev den produceret i enten kobber eller rustfrit stål. Den bliver i dag fremstillet hos firmaet Louis Poulsen.

## Historien
Restauranten Langelinie Pavillon hyrede Poul Henningsen til at designe en lampe, der ikke måtte blænde.
Henningsen benyttede en tidligere lampe fra 1920'erne kaldet Septima, som forlæg for designet. Til konstruktionen blev brugt geometri og matematiske formler. Det tog Poul Henningsen tre måneder at designe PH Koglen, der var færdigudviklet i 1958.